# Mirabello (Emilia-Romagna)
Mirabello ist eine Fraktion der italienischen Gemeinde (comune) Terre del Reno in der Provinz Ferrara in der Emilia-Romagna.

## Geografie

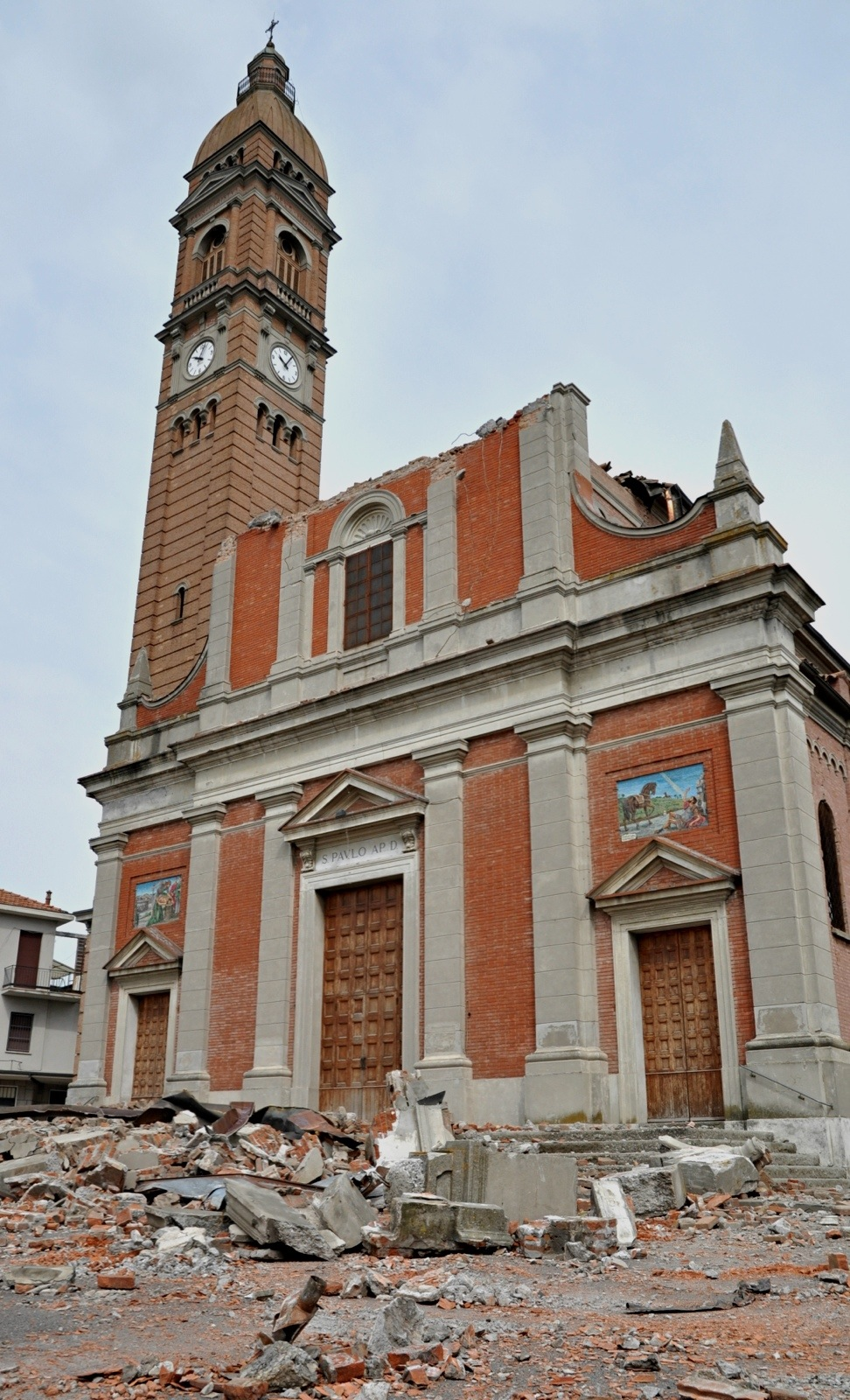
Die beim Erdbeben 2012 schwer beschädigte Pfarrkirche San Paolo (18. Jhdt.)

Der Ort liegt in der Po-Ebene etwa 12,5 Kilometer westsüdwestlich von Ferrara auf einer Höhe von 15 m s.l.m.

## Geschichte
Die Siedlung entstand am alten und nicht mehr bestehenden Flusslauf des Reno, der heute mehrere Kilometer südlich des Ortes verläuft. Erwähnt wird die Gemeinde aber erstmals im 17. Jahrhundert. Auch wenn im Gemeindegebiet bereits Besitzungen der Mathilde von Canossa bestanden. Die Gemeinde war bis 1959 Ortsteil der Nachbargemeinde Sant’Agostino und von 1960 bis 2016 eine eigenständige Gemeinde. Am 1. Januar 2017 schloss sich Sant’Agostino und Mirabello zur neuen Gemeinde Terre del Reno zusammen.

## Partnerschaften
- Weyarn,  (Oberbayern), seit 2006
- Casola Valsenio,  (Provinz Ravenna), seit 2012

## Persönlichkeiten
- Francesco Battaglini (1823–1892), Erzbischof von Bologna und Kardinal, in Mirabello geboren und beigesetzt.